# Evangelische Kirche (Niederquembach)

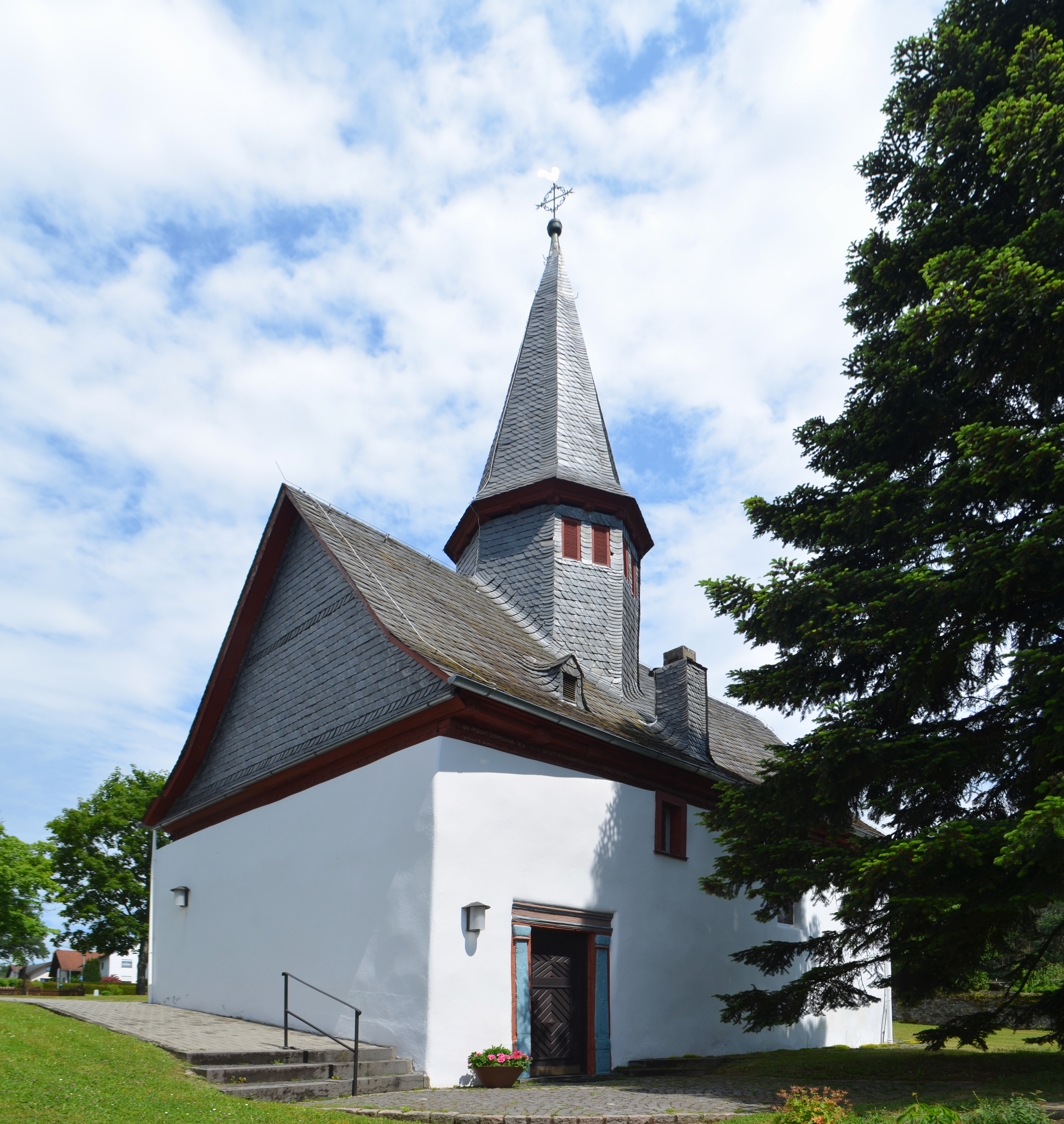
Kirche in Niederquembach von Südwesten

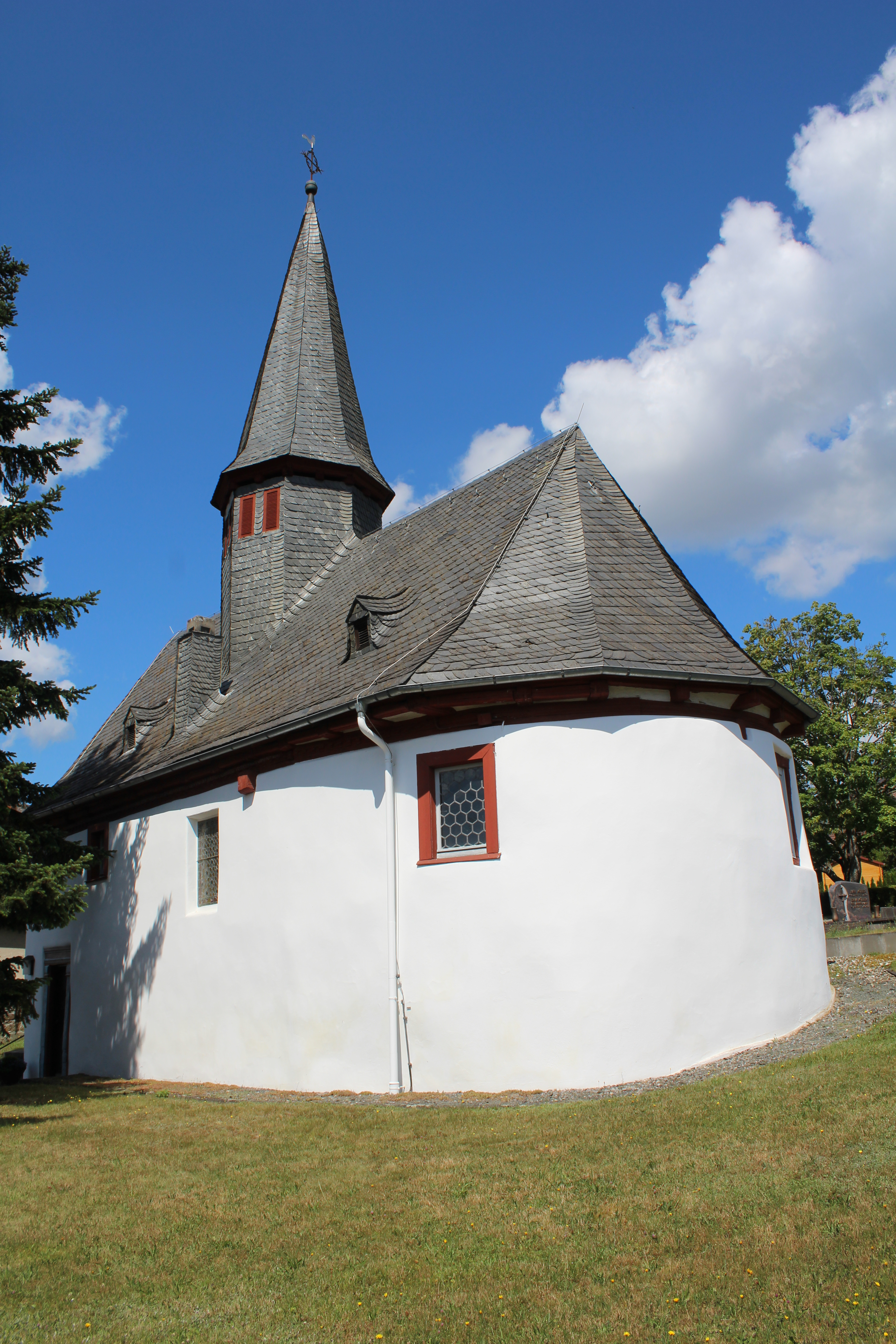
Ansicht von Südosten

Die evangelische Kirche im mittelhessischen Niederquembach in der Gemeinde Schöffengrund ist eine Saalkirche aus dem Jahr 1603. Das Gebäude ist aufgrund seiner geschichtlichen und städtebaulichen Bedeutung hessisches Kulturdenkmal.

## Geschichte
Niederquembach gehörte im Mittelalter zum Archipresbyterat Wetzlar im Archidiakonat St. Lubentius Dietkirchen in der Erzdiözese Trier.
Mitte des 16. Jahrhunderts wurde die Reformation unter Pfarrer Johannes Geissler aus Bonbaden eingeführt. Die Kirchengemeinde wechselte 1582 unter Graf Konrad von Solms-Braunfels zum reformierten Bekenntnis. Im Jahr 1599 brannte der Ort samt Kirche völlig ab. Die neue Kirche aus dem Jahr 1603 wurde wohl auf den Fundamenten eines Vorgängerbaus errichtet. Die Kirchengemeinde unterstand bis zu diesem Zeitpunkt zusammen mit Oberquembach dem Rektorat von Bonbaden und gehörte bis 1717 zu Kraftsolms und wurde danach mit Oberquembach zur selbstständigen Pfarrei erhoben. Erster evangelischer Pfarrer war Gottfried Brückel (1717–1744).
Die Kirchengemeinde Schöffengrund ist evangelisch-reformiert und umfasst die Orte Niederquembach, Oberquembach und Oberwetz. Sie gehört heute zum Evangelischen Kirchenkreis an Lahn und Dill in der Evangelischen Kirche im Rheinland.

## Architektur

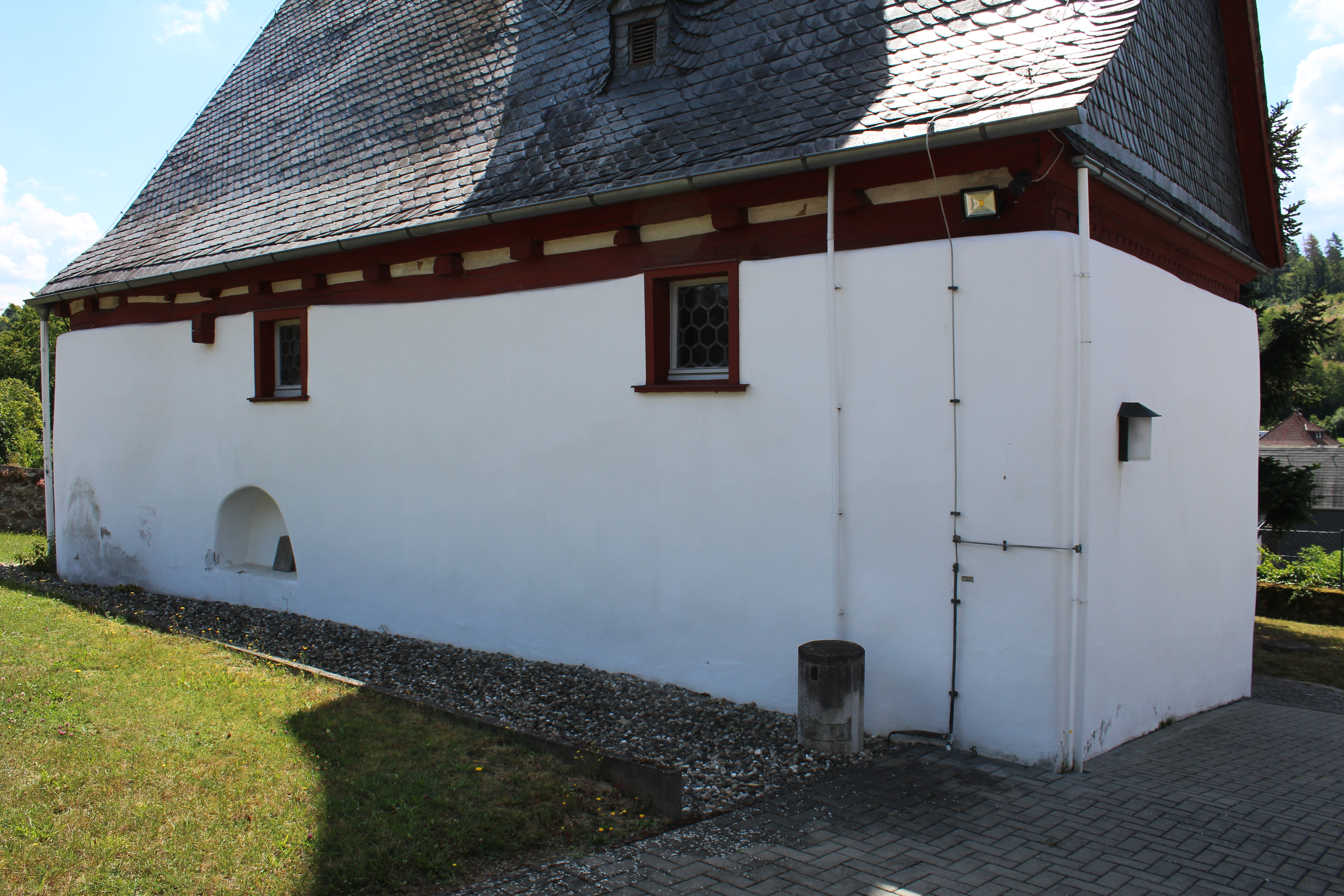
Nordseite

Der in etwa geostete, weiß verputzte Saalbau mit halbrundem Ostschluss liegt in Hanglage oberhalb des Ortszentrums. Oberhalb des Mauerwerks bildet ein hölzerner Aufbau mit Zahnschnitt und Bibelversen den Übergang zum verschindelten Satteldach. Das westliche Giebeldreieck ist verschindelt. Das Südportal in einem Holzrahmen wird von zwei geschnitzten Pilastern flankiert. Dem Dach ist mittig ein achtseitiger, vollständig verschindelter Dachreiter mit Spitzhelm aufgesetzt. Die Glockenstube beherbergt zwei Glocken. Der Helm wird von Turmknauf, Kreuz mit Kreis und einem vergoldeten Wetterhahn bekrönt.

## Ausstattung
Im Inneren ruht die Flachdecke auf einem Längsunterzug, der von einem polygonalen Pfosten mit Bügen gestützt wird. Dieser ist mit der Jahreszahl 1603 bezeichnet. Die polygonale hölzerne Kanzel an der Südwand ist wohl ebenfalls bauzeitlich. Sie hat rechteckige  Füllungen und ist durch einen angeschlossenen Pfarrstuhl zugänglich. Die Emporenbrüstung hat schlichte querrechteckige Füllungen. An den Fenstern wurde die alte Quadermalerei freigelegt.

## Orgel
Als die Kirchengemeinde Steindorf 1834 eine neue Orgel anschaffte, wurde das Vorgängerinstrument, das sechs Register auf einem Manual ohne Pedal hatte, möglicherweise nach Niederquembach versteigert. Nach Abicht war die Kirche 1836 noch „ohne Orgel“. Gustav Raßmann stellte 1890 ein Instrument mit sechs Registern auf. Die Disposition lautet wie folgt:
| I Manual C– |    |
| Principal   | 8′ |
| Salicional  | 8′ |
| Gedackt     | 4′ |
| Flöte       | 4′ |
| Octave      | 2′ |

| Pedal C– |     |
| Subbass  | 16′ |

Diese Orgel wurde 1984 durch ein zweimanualiges Werk von Orgelbau Hardt ersetzt. Teile der Orgel wurden 1985 in der Orgel in Stangenrod wiederverwendet.

## Geläut

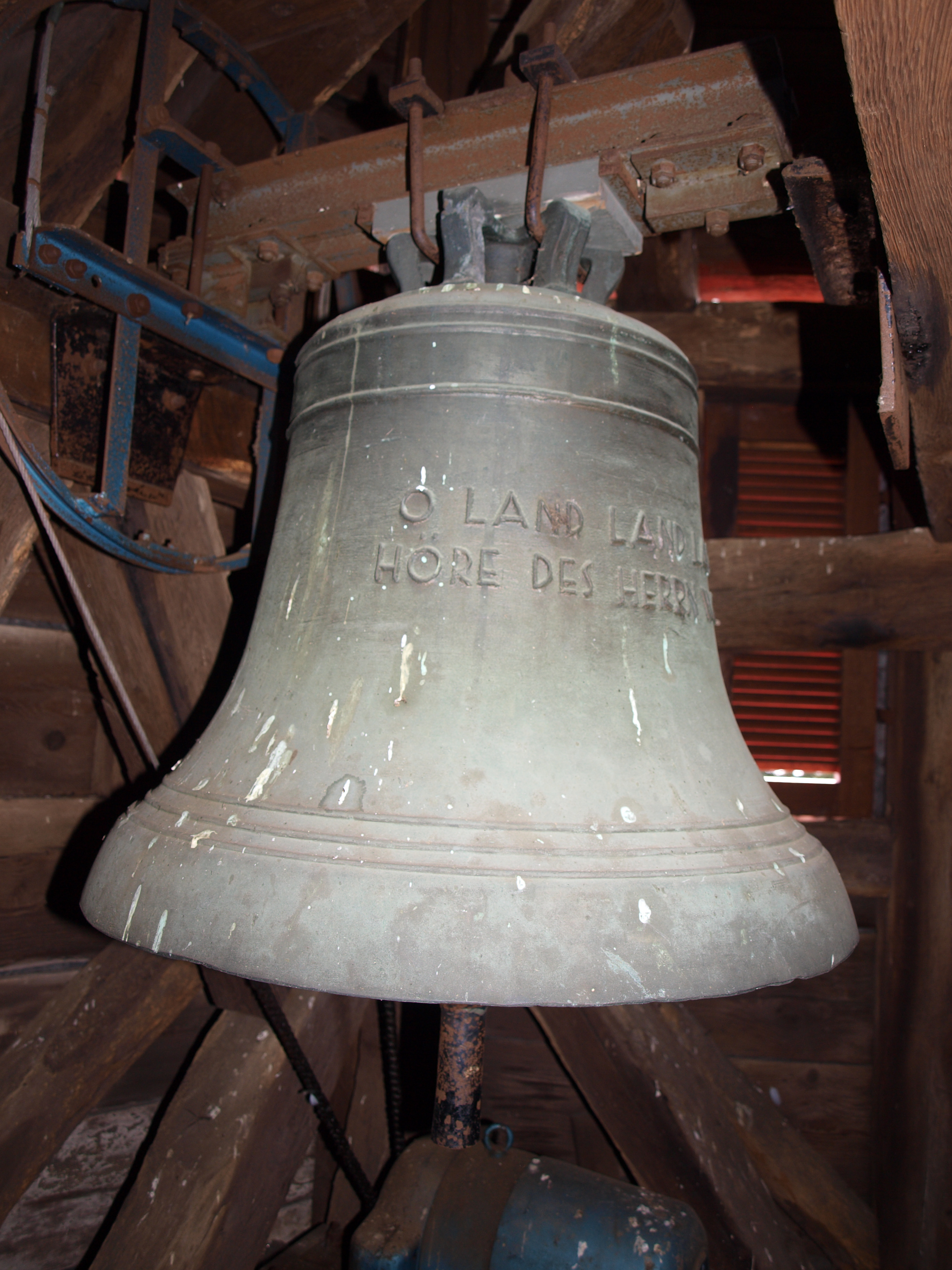
Zweite Junker-Glocke von 1950

Im Jahr 1609 goss Melchior Moeringk aus Erfurt eine neue Glocke, die 1848 durch Andreas Otto aus Gießen ersetzt wurde. Diese wurde im Ersten Weltkrieg an die Rüstungsindustrie abgeliefert. Eine zweite Glocke aus dem Jahr 1785 stammte von Nicolaus Bernhard aus Tiefenbach und ging ebenfalls verloren. Die Gemeinde schaffte 1950 zwei neue Glocken von Albert Junker aus Brilon auf den Schlagtönen es2 und ges2 an. Die große Glocke trägt den Namen des Gießers mit dem Gussort, die kleinere den Bibelvers aus Jer 22,29 : „O LAND LAND LAND HÖRE DES HERRN WORT“.